# Нисимура, Акихиро
Акихиро Нисимура (яп. 西村 昭宏 Нисимура Акихиро, род. 8 августа 1958 года) — японский футболист и тренер. Выступал за национальную сборную.

## Клубная карьера
На протяжении своей футбольной карьеры выступал за клуб «Янмар Дизель», к которому присоединился после окончания Осакского университета здоровья и спортивных наук в 1981 году. В составе команды дважды становился обладателем Кубка лиги в 1983 и 1984 году. В 1991 году Нисимура завершил игровую карьеру. Всего в чемпионате он провел 148 матчей и забил три гола, а также был включен в символическую сборную лиги в 1982 году.

## Карьера в сборной
С 1980 по 1988 год сыграл за национальную сборную Японии 49 матчей, в которых забил 2 гола. Его дебютным матчем стала встреча с Гонконгом 18 июня 1980 года, в то время, когда Нисимура еще был студентом. Он играл в матчах квалификации на летние Олимпийские игры 1984 и 1988 годов, отборочных матчах к чемпионату мира 1986 года, участвовал в Азиатских играх 1982 года. Последним матчем Нисимуры за национальную команду стала товарищеская игра с Объединенными Арабскими Эмиратами.

## Тренерская карьера
После завершения игровой карьеры Нисимура стал тренером в клубе «Мацусита» в 1991 году. В 1999 году он стал главным тренером молодежной сборной Японии (до 20 лет). Он руководил командой на молодежном чемпионате мира 2001 года в Аргентине, где сборная заняла последнее место в группе. И уже в сентябре Нисимура перешел на работу в «Сересо Осака». В декабре он сменил в тренерском кресле Жуана Карлоса, и привел клуб к финалу Кубка Императора. В октябре 2003 года он был уволен. В 2004 году он подписал контракт с «Киото Санга», но был уволен уже в июне. После долгого перерыва Нисимура тренировал клуб региональной лиги «Коти Юнайтед» с 2014 по 2016 год.

## Статистика

### В клубе
| Выступления за клуб | Выступления за клуб | Выступления за клуб          | Лига  | Лига | Кубок            | Кубок            | Кубок лиги | Кубок лиги | Итого | Итого |
| Сезон               | Клуб                | Лига                         | Матчи | Голы | Матчи            | Голы             | Матчи      | Голы       | Матчи | Голы  |
| Япония              | Япония              | Япония                       | Лига  | Лига | Кубок Императора | Кубок Императора | Кубок лиги | Кубок лиги | Итого | Итого |
| ------------------- | ------------------- | ---------------------------- | ----- | ---- | ---------------- | ---------------- | ---------- | ---------- | ----- | ----- |
| 1981                | Янмар Дизель        | Чемпионат Японии. Дивизион 1 | 18    | 0    |                  |                  |            |            | 18    | 0     |
| 1982                | Янмар Дизель        | Чемпионат Японии. Дивизион 1 | 14    | 1    |                  |                  |            |            | 14    | 1     |
| 1983                | Янмар Дизель        | Чемпионат Японии. Дивизион 1 | 12    | 0    |                  |                  |            |            | 12    | 0     |
| 1984                | Янмар Дизель        | Чемпионат Японии. Дивизион 1 | 17    | 0    |                  |                  |            |            | 17    | 0     |
| 1985/86             | Янмар Дизель        | Чемпионат Японии. Дивизион 1 | 21    | 1    |                  |                  |            |            | 21    | 1     |
| 1986/87             | Янмар Дизель        | Чемпионат Японии. Дивизион 1 | 21    | 0    |                  |                  |            |            | 21    | 0     |
| 1987/88             | Янмар Дизель        | Чемпионат Японии. Дивизион 1 | 5     | 0    |                  |                  |            |            | 5     | 0     |
| 1988/89             | Янмар Дизель        | Чемпионат Японии. Дивизион 1 | 10    | 0    |                  |                  |            |            | 10    | 0     |
| 1989/90             | Янмар Дизель        | Чемпионат Японии. Дивизион 1 | 15    | 1    |                  |                  | 0          | 0          | 15    | 1     |
| 1990/91             | Янмар Дизель        | Чемпионат Японии. Дивизион 1 | 15    | 0    |                  |                  | 2          | 0          | 17    | 0     |
| Итого               | Итого               | Итого                        | 148   | 3    | 0                | 0                | 2          | 0          | 150   | 3     |

### В сборной
| Сборная Японии | Сборная Японии | Сборная Японии |
| Год            | Матчи          | Голы           |
| -------------- | -------------- | -------------- |
| 1980           | 1              | 0              |
| 1981           | 13             | 0              |
| 1982           | 2              | 0              |
| 1983           | 10             | 0              |
| 1984           | 1              | 0              |
| 1985           | 8              | 2              |
| 1986           | 5              | 0              |
| 1987           | 8              | 0              |
| 1988           | 1              | 0              |
| Итого          | 49             | 2              |

### Тренерская статистика
| Команда      | Страна | С     | До    | Статистика | Статистика | Статистика | Статистика | Статистика |
| Команда      | Страна | С     | До    | И          | В          | П          | Н          | Побед %    |
| ------------ | ------ | ----- | ----- | ---------- | ---------- | ---------- | ---------- | ---------- |
| Сересо Осака | Япония | 2001  | 2003  | 71         | 37         | 15         | 19         | 52.11      |
| Киото Санга  | Япония | 2004  | 2004  | 17         | 5          | 7          | 5          | 29.41      |
| Всего        | Всего  | Всего | Всего | 88         | 42         | 22         | 24         | 47.73      |

## Достижения
- Включён в символическую сборную Первого дивизиона японской футбольной лиги; 1982